# Abbaye de Lislaughtin
L'abbaye de Lislaughtin est un ensemble monastique situé à proximité du village de Ballylongford, près de Listowel, dans le comté de Kerry en Irlande.

## Histoire
L'abbaye a été fondée par John O’Connor en 1478 sur un site dédié à saint Lachtin. Lios Laichtin, signifie « demeure de Lachtin ».
L'abbaye a été pillée par les Anglais pendant le siège du château de Carrigafoyle en 1580.
Le monastère a été dissout au XVIIe siècle.

## Description du site
L'abbaye est en ruines et est entourée d'un cimetière catholique.

## Galerie

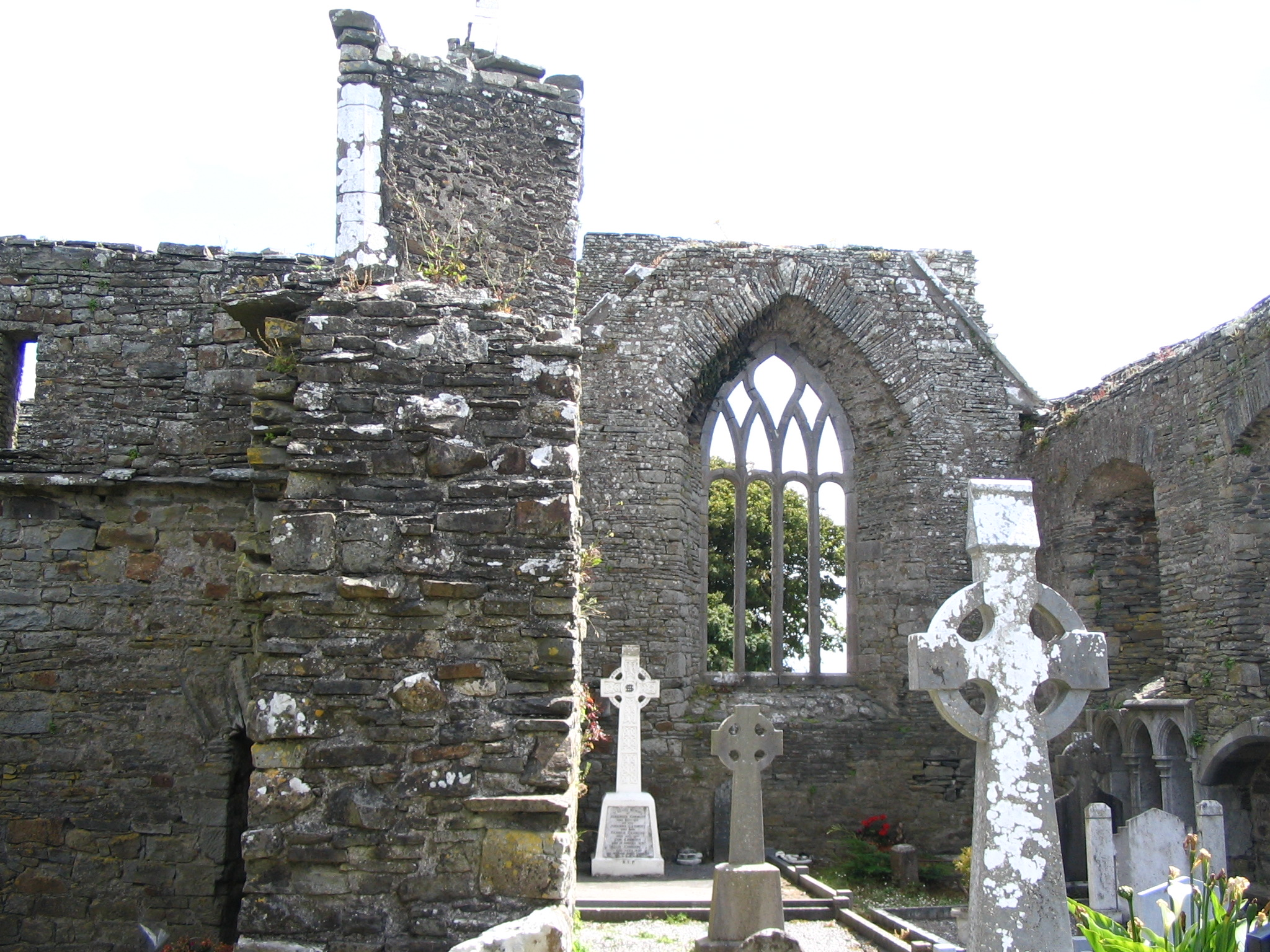
Ruines de l'abbaye
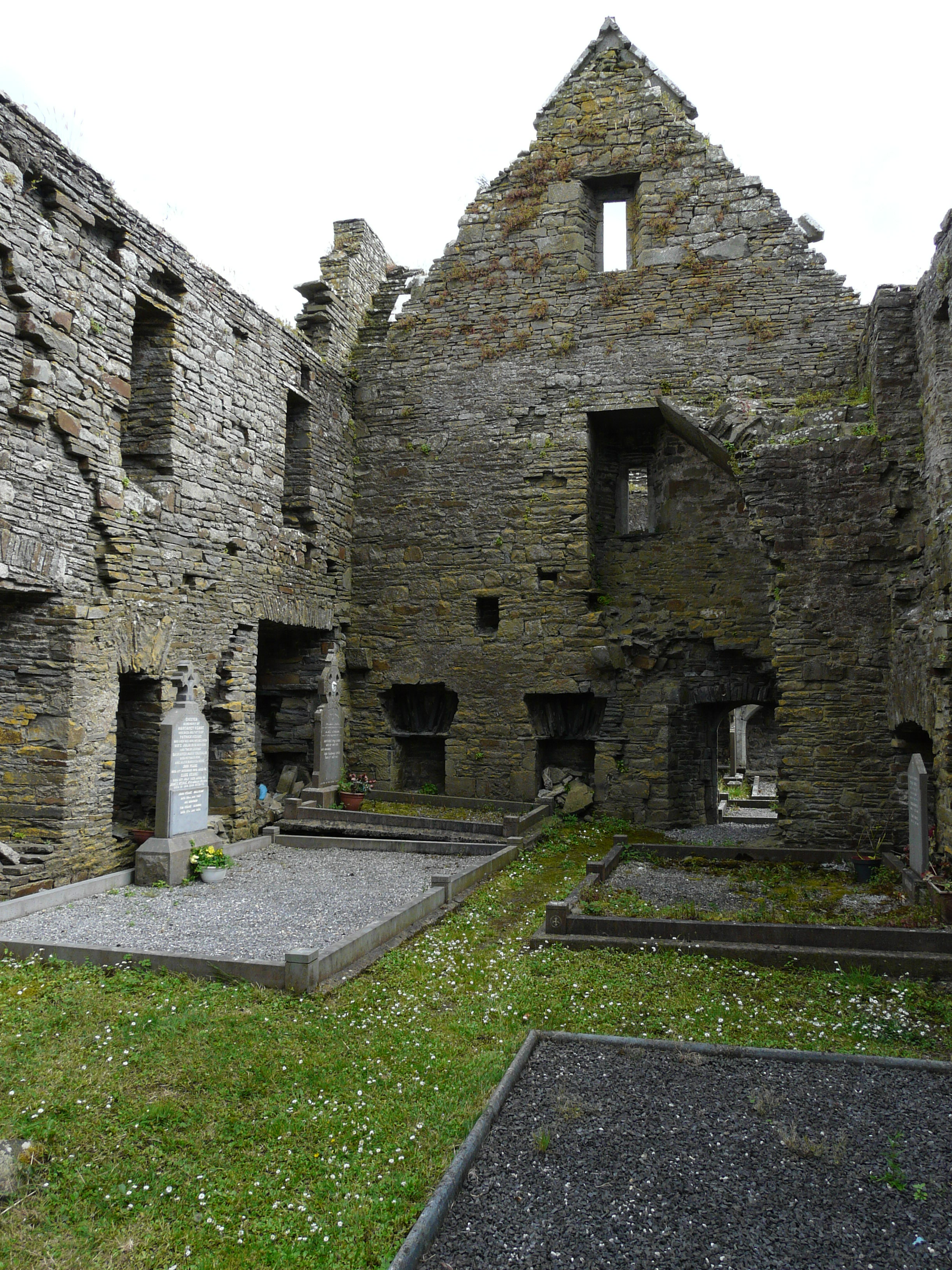
Intérieur de l'église.